# ألفريدو ليموس
ألفريدو ليموس (بالإسبانية: Alfredo Lemus) (مواليد 1 أبريل 1952) هو ملاكم فنزويلي، مثّل بلاده في الألعاب الأولمبية الصيفية في دورتي 1972 و1976.

## روابط خارجية
ألفريدو ليموس على موقع أوليمبيديا (الإنجليزية)